# Politiek centrum

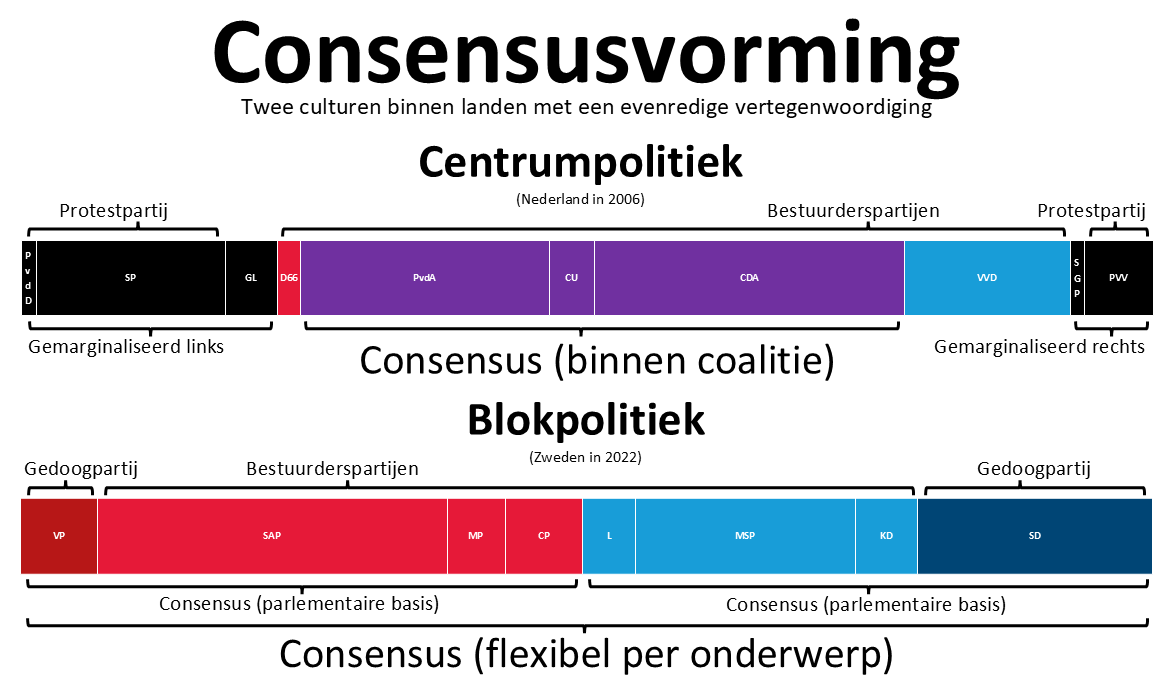
Bij centrumpolitiek wordt na de verkiezingen gezocht naar consensus in het midden om een regering te vormen. In landen met blokpolitiek is consensus al vóór de verkiezingen nodig, omdat alleen een sterke samenwerking binnen een blok voldoende steun oplevert om te winnen.

Centrumpolitiek (ook wel middenpolitiek of centrisme genoemd) is een ideaal en politieke cultuur waarbij de macht bij het politieke centrum (of midden) ligt. Het staat een economische koers voor dat een midden houdt tussen socialisme en kapitalisme en een voorkeur heeft voor continuïteit zonder sterke koerswijzigingen. In de praktijk leidt dit vaak tot brede middencoalities met zowel linkse als rechtse partijen waarbij er altijd ten minste één partij in de coalitie zit die ook in de vorige regering zat. Omdat coalities als een waaier vanuit het midden ontspringen wordt deze vorm van politiek bedrijven wordt ook wel waaierdemocratie genoemd.
Bij centrumpolitiek worden coalities doorgaans pas na de verkiezingen gevormd, in plaats van vooraf door middel van stembusakkoorden. Dit staat in contrast met blokpolitiek, waar vooraf gesloten allianties de toon zetten bij verkiezingen en de daaropvolgende regeringsvorming.

## Kritiek
Vanwege het grote aantal coalitiemogelijkheden zijn langdurige onderhandelingsprocessen binnen een waaierdemocratie vaak onvermijdelijk. Dit beperkt de directe invloed van kiezers op de machtsvorming, omdat coalities pas na verkiezingen worden gesmeed en programmatische compromissen vaak worden gesloten achter gesloten deuren. Daarnaast worden partijen buiten het dominante centrum, regelmatig actief en passief uitgesloten van regeringsdeelname. Dit proces wordt soms gezien als een democratisch tekort, omdat het de representatie van een aanzienlijk deel van het electoraat belemmert. 

Wanneer traditionele middenpartijen geen geloofwaardige alternatieven meer bieden voor beleidsverandering en grote machtswisselingen uitblijven, worden radicale flankpartijen een serieuze optie voor kiezers die de status quo willen doorbreken. Dit kan polarisatie versterken en leiden tot politieke dynamieken die vergelijkbaar zijn met die in de Verenigde Staten. Voor de meeste Amerikanen worden standpunten van het Nederlandse politieke midden als links gezien, terwijl Nederlanders op hun beurt de rechtse ideeën in de VS vaak beschouwen als radicaal rechts. 

## Contrast met blokpolitiek
In landen met centrumpolitiek, zoals Nederland en Duitsland, wordt vaak pas na de verkiezingen gezocht naar een consensus in het politieke midden. Partijen proberen via coalitievorming een gezamenlijke koers te bepalen, wat betekent dat compromissen achteraf tot stand komen. In landen met blokpolitiek, zoals Denemarken of Zweden, is daarentegen al vóór de verkiezingen samenwerking nodig binnen ideologische blokken (links en rechts) om gezamenlijk een verkiezingsoverwinning te behalen. Dit vereist een meervoudige consensus onder partijen binnen een blok, zodat kiezers een duidelijker beeld hebben van wie met wie zal regeren na de verkiezingen.
Dit verschil beïnvloedt de dynamiek van democratische processen: blokpolitiek geeft vaak een scherper inzicht in mogelijke coalities en standpunten, terwijl centrumpolitiek meer ruimte biedt voor flexibele onderhandelingen maar ook tot onvoorspelbaarheid kan leiden.

## Centrumpartijen in Europa
Partijen en politici die een gematigd linkse of rechtse politiek voorstaan worden doorgaans centrumlinks en centrumrechts genoemd. Deze partijen worden ook wel 'partijen van het politieke midden' of 'centrumpartijen' genoemd. Christendemocratie, agrarisme, vormen van liberalisme zoals het sociaal-liberalisme en verschillende stromingen die zichzelf de Derde Weg noemen profileren zich vaak als centristisch. Hieronder volgt een overzicht van Europese middenpartijen.

### Europese Unie
Binnen de Europese Unie is Volt Europa de eerste pan-Europese partij. Vanuit het politiek centrum staat zij een progressief Europese beleid voor en streeft zij naar een federaal Europa.

### België
De traditionele centristische partij van Vlaanderen was de Volksunie die het sociaal liberalisme omarmde en als doel had Nederlandstalige Belgen te vertegenwoordigen die zich cultureel onderdrukt voelden door Franstaligen. De Nieuw-Vlaamse Alliantie is de grootste en sinds 2009 de enige nog bestaande opvolger van die partij. Het is echter voornamelijk samengesteld uit de rechtervleugel van de voormalige Volksunie en heeft de afgelopen jaren een meer liberale conservatieve ideologie aangenomen.
In Vlaanderen presenteert Christen-Democratisch en Vlaams (CD&V) zich nadrukkelijk als een partij van het politieke centrum. CD&V staat echter rechts van haar Waalse zusterpartij, Centre démocrate humaniste (cdH), die zich eveneens als centrumpartij presenteert. De meeste Belgische partijen behoren min of meer tot het politieke midden.
De liberale partij in Wallonië Mouvement Réformateur en de Franstalige belangenpartij DéFI zijn ook te beschouwen als centrumpartijen.

### Nederland
Het Christen-Democratisch Appèl (CDA) en Democraten 66 (D66) zijn centrumpartijen bij uitstek en presenteren zich ook als zodanig. Hierbij dient te worden opgemerkt dat het CDA meer naar rechts helt binnen het politieke spectrum, terwijl D66 duidelijker in het politieke midden geworteld is. De confessionele partij ChristenUnie noemt zichzelf christelijk sociaal en combineert een conservatieve kijk op ethische en buitenlandse beleidskwesties met meer centrumlinkse ideeën over economische kwesties. Een andere centristische partij is de populistische ouderenpartij 50PLUS, die sociaaldemocratische, sociaalliberale en sociaal-conservatieve standpunten combineert.
De PvdA is een centrumlinkse politieke partij die zich onder Wim Kok nadrukkelijker als linkse middenpartij positioneerde. De "ideologische veren werden afgeschud". Samenwerking met de rechtse VVD werd hierdoor mogelijk, eerst in een kabinet onder leiding van diezelfde Wim Kok en later ook onder VVD-premier Rutte. Hier dient te worden opgemerkt dat socialistische en liberale partijen vóór de Tweede Wereldoorlog in Nederland werden aangemerkt als "linkse" partijen omdat hun ideologieën teruggaan op het Verlichtingsdenken en het gedachtegoed van de Franse Revolutie. De confessionele partijen werden steevast gerekend tot de "rechtse" partijen.
De Centrumpartij en de Centrum Democraten, partijen die in de jaren tachtig van de vorige eeuw enige populariteit genoten waren in werkelijkheid extreemrechts. Zij kunnen echter als centrumpartijen worden aangemerkt omdat zij zich presenteerden als partijen die zowel het kapitalisme als het socialisme verwierpen en zich tussen deze twee ideologische stromingen in positioneerden.
| Centrumpartijen in Nederland  |                  |                                                              | |
| Partij                        | Oprichtingsdatum | Ideologische stroming                                        | Opmerking(en)                                                                                             |
| Christen-Democratisch Appèl   | 1980             | christendemocratie, liberaal conservatisme, politieke midden | Ontstond in 1980 na een fusie van de ARP, CHU en KVP                                                      |
| ChristenUnie                  | 2001             | christelijk sociaal, christendemocratie                      | Ontstond in 2001 na een fusie van de RPF en het GPV                                                       |
| Democraten 66                 | 1966             | sociaalliberalisme, liberalisme                              | Ontstond in 1966 als niet-ideologische vernieuwingsbeweging, v.a. 1998 formeel een sociaalliberale partij |
| Nieuw Sociaal Contract        | 2023             | sociaal conservatisme                                        | Ontstond in 2023 als niet-ideologische vernieuwingsbeweging voor een beter bestuur                        |
| 50PLUS                        | 2009             | ouderenbelangen, politieke midden                            | Werd in 2009 opgericht met als primaire doel het verdedigen van de belangen van ouderen                   |
| Onafhankelijke Senaatsfractie | 1999             | politieke midden                                             | Samenwerkingsverband van provinciale en lokale partijen                                                   |

### Duitsland
De drie klassieke Duitse partijen, Christlich Demokratische Union Deutschlands (CDU), Sozialdemokratische Partei Deutschlands (SPD) en de Freie Demokratische Partei (FDP) behoren tot het politieke midden. Het is echter vrij duidelijk dat de CDU rechts van het midden staat en de SPD links van het midden. De reden dat bijvoorbeeld de CDU zich altijd profileert als een middenpartij i.p.v. een partij rechts van het midden heeft te maken met het Duitse verleden. De onvervalst rechtse Alternative für Deutschland (AfD) beschouwt zichzelf als een "eine Partei der Mitte" en toont via onderzoeken (w.o. een eigen onderzoek) aan dat de meeste geënquêteerden de AfD als een middenpartij beschouwen (43%) of als centrumrechts (23%) of zelfs als centrumlinks (18%). De regionalistische Freie Wähler die in de Beierse Landdag en het Europees Parlement zijn vertegenwoordigd wordt ook beschouwd als een goed voorbeeld van het politieke midden.

### Oostenrijk
Evenals in Duitsland, beschouwen de meeste Oostenrijkse partijen zich als "Parteien der Mitte". Net als in Duitsland worden "Zentrismus" of "Politische Mitte" door de partijen voornamelijk gebruikt om aan de kiezers of de buitenwereld de indruk te wekken dat zij zich distantiëren van extremistische vormen van linkse of rechtse politiek. De Oostenrijkse Volkspartij (ÖVP) presenteert zich nadrukkelijk als dé centrumpartij van het land: "Wir sind die Partei der politischen und gesellschaftlichen Mitte"

### Zwitserland
De situatie in Zwitserland is niet wezenlijk anders dan die in Duitsland of Oostenrijk.
| Centrumpartijen in Zwitserland       |                  |                                                                           |                                                                                  |
| Partij                               | Oprichtingsdatum | Ideologische stroming                                                     | Opmerking(en)                                                                    |
| Burgerlijk-Democratische Partij      | 2008             | liberaal conservatisme, conservatief liberalisme, liberalisme, centrisme  | Afsplitsing van de uiterst rechtse en populistische Zwitserse Volkspartij        |
| Christendemocratische Volkspartij    | 1912             | christendemocratie, sociaalliberalisme, liberaal conservatisme, centrisme | Christendemocratische partij gesticht als reactie op de invloed van de liberalen |
| Evangelische Volkspartij             | 1919             | christendemocratie, christelijk sociaal                                   | Vormt samen met de CVP een fractie in de Bondsvergaderinga                       |
| Groen-Liberale Partij                | 2007             | groenliberalisme                                                          | Afsplitsing van de Groene Partij van Zwitserland                                 |
| a Fractie CVP in de Bondsvergadering |                  |                                                                           |                                                                                  |

### Frankrijk
In Frankrijk gelden de gematigde partijen als centrumpartijen. De meeste van deze partijen zijn van christendemocratische origine. De Union pour la Démocratie Française (UDF), in 1978 opgericht door Valéry Giscard d'Estaing en ter ziele gegaan in 2007, gold als een "grand parti centriste" omdat de partij een middenpositie innam tussen de rechtse gaullisten enerzijds en de socialisten anderzijds. De UDF was een losse bundeling van kleinere partijen en clubs die allemaal min of meer tot het centrum (of centrumrechts) behoorden. Een van de opvolgers van de UDF is Mouvement démocrate (MoDem), de partij van François Bayrou. Bayrou, die al sinds de jaren negentig een belangrijke politieke figuur is in Frankrijk tracht het centrisme als politieke filosofie verder te ontwikkelen.
De belangrijkste centrumpartij van dit moment is La République en marche !, de partij van de huidige Franse President Emmanuel Macron.
Centrumlinkse en centrumrechtse partijen behoren volgens de Franse politiek deels tot dezelfde politieke familie, die van het politieke midden (centrisme).
| Centrumpartijen in Frankrijk         |                  |                                                                    | |
| Partij                               | Oprichtingsdatum | Ideologische stroming                                              | Opmerking(en) |
| Alliance centriste                   | 2009             | centrisme, liberalisme, liberaal conservatisme, christendemocratie | Voortgekomen uit de Rassembler les centristes (2008-2009) |
| Alternative Libérale                 | 2006             | libertairisme, klassiek liberalisme, centrisme                     | Beschouwt zichzelf als de opvolger van Démocratie libérale (1997-2002) |
| Convention démocrate                 | 1995             | liberalisme, centrisme                                             | Hield in 2002 op te bestaan als zelfstandige politieke partij en maakte daarna tot 2010 deel uit van de UMP en daarna sinds 2011 van Les Centristes |
| En Marche!                           | 2016             | sociaalliberalisme                                                 | Platform om de kandidatuur van Emmanuel Macron te ondersteunen voor de presidentsverkiezingen van 2017. |
| Force européenne démocrate           | 2012             | centrisme, christendemocratie, liberalisme, liberaal conservatisme | Christendemocratische en liberale partij voortgekomen uit het Nouveau Centre |
| Génération écologie                  | 1991             | ecologisme, liberaal conservatisme, centrisme                      | Een partij die groene politiek combineert met gematigd conservatisme |
| La Gauche moderne                    | 2007             | sociaalliberalisme, "Derde weg"                                    | Afsplitsing van de PS; werkte in het verleden samen met de UMP van de toenmalige president Nicolas Sarkozy. Ondanks de partijnaaeen alternatiem doet vermoeden is de partij niet "links" te noemen. Het "moderne links" geldt een beetje als de Franse pendant van het "New Labour" van Tony Blair en het "die Neue Mitte" van Gerhard Schröder. |
| Les Centristes                       | 2007             | centrisme, liberalisme, christendemocratie                         | Naamswijziging van Nouveau Centre in Les Centristes in december 2016 |
| Les Progressistes                    | 2007             | sociaalliberalisme, centrisme, liberalisme                         | Rechtse afsplitsing van de Parti socialiste. Een minipartij gesticht door Éric Besson toen deze lid werd van de conservatieve regering van Sarkozy (2007). De partij leidt een nogal zieltogend bestaan en heeft geen echte ideologie. |
| Le Rassemblement citoyen - Cap21     | 2014             | ecologisme, humanisme, directe democratie                          | Opvolger van de in 2014 ontbonden Cap21 |
| Mouvement démocrate                  | 2007             | centrisme, sociaalliberalisme, liberalisme, christendemocratie     | Opvolger van de Union pour la démocratie française (UDF) |
| Nouvelle Écologie démocrate          | 2013             | ecologisme, liberalisme, centrisme                                 | Afsplitsing van Cap21 |
| Parti libéral démocrate              | 2008             | klassiek-liberalisme                                               | Afsplitsing van Alternative Libérale |
| Parti radical                        | 1901             | radicalisme, liberalisme, sociaalliberalisme                       | Opgericht onder de naam "Parti républicain, radical et radical-socialiste." De partij was in het verleden onderhevig aan verschillende scheuringen, waarvan de belangrijkste in 1972 plaatsvond toen de MGRS |
| Parti radical de gauche              | 1972             | radicalisme, sociaalliberalisme, sociaaldemocratie                 | Afsplitsing van de Parti radical. Droeg aanvankelijk de naam "Mouvement de la gauche radical-socialiste" (1972-1973) en daarna de naam "Mouvement radical de gauche" (1973-1994) om vervolgens de huidige naam aan te nemen (1994) |
| Union des démocrates et indépendants | 2012             | centrisme, liberalisme, radicalisme, christendemocratie            | Overkoepelende partij waartoe de AC, Les Centristes, FED, PRV, LGM e.d. deel van uitmaken |

De Parti socialiste en Les Républicains zijn respectievelijk centrumlinkse en centrumrechtse partijen. Binnen beide partijen zijn echter wel stromingen actief die tot het politieke midden behoren.
- Parti socialiste
  - Réformisme et Rénovation (R2): sociaalliberalisme (2005)
- Union pour un mouvement populaire/ Les Républicains
  - La Droite sociale: sociaalliberalisme, sociaal gaullisme, liberaal conservatisme
  - France moderne et humaniste (FMH): liberalisme, christendemocratie

### Italië
In Italië behoren christendemocratie en gematigde vormen van liberalisme en de sociaaldemocratie tot het politieke midden (Centrismo). In het verleden was de term "Centrismo" gereserveerd voor de christendemocraten die een koers voeren tussen die van de sociaaldemocratie en de liberalen in.
Een aantal partijen die zich in Italië presenteren als gematigd of gematigd rechts, zijn in een aantal gevallen eerder conservatieve partijen. Nieuw Centrumrechts, een christendemocratische partij waarbij zich ook liberalen en sociaaldemocraten hebben aangesloten noemt zich centrumrechts, maar neigt eerder naar uiterst conservatieve standpunten.

### Scandinavië
In de loop van de twintigste eeuw hebben de agrarische partijen in de Scandinavische landen zich ontdaan van het etiket "Agrarisch" en tooien zich met de naam "centrumpartij". De reden tot de naamsverandering was de inkrimpende agrarische sector, waardoor het aantal personen dat op een agrarische partij stemde afnam, maar het was ook een poging om nieuwe, centrumgerichte, kiezers aan zich te binden. De centrumpartijen in de verschillende Scandinavische landen positioneren zich meestal tussen socialistische partijen en neoliberale partijen.

### Spanje
De Partido Popular (PP) en de Partido Socialista Obrero Español (PSOE) gelden respectievelijk als centrumrechts en centrumlinks. Beide partijen domineren het politieke landschap. De Ciudadanos-Partido de la Ciudadanía, een partij die werd opgericht in 2006 is een middelgrote politieke partij die zichzelf omschrijft als centristisch. De partij is echter populistisch en anti-Catalaans en men is het er niet over eens op Ciudadanos nu een centrumrechtse of juist een centrumlinkse partij is.

### Griekenland
Vóór de staatsgreep van de kolonels in 1967 kende Griekenland de Unie van het Centrum (EK) een partij die opereerde vanuit het politieke midden. Restanten van deze partij gingen in 1978 op in Nieuwe Democratie (ND). ND gaat door voor behoudender dan de EK, maar binnen de partij is een gematigde, op het centrum gerichte vleugel actief.

### Verenigd Koninkrijk
In het Verenigd Koninkrijk zijn de Liberal Democrats een middenpartij, op economisch gebied nemen ze klassiek liberale of sociaalliberale standpunten in, op ethisch en maatschappelijk vlak nemen ze sociaalliberale standpunten in. Nick Clegg, de voormalige leider van de LibDems is een centrist.
Binnen de Conservative Party (Tory Reform Group, One-nation Conservatism e.d.) en de Labour Party (New Labour, Blue Labour, libertarische socialisten) bevinden zich gematigde (en goed georganiseerde) groepen die tot het politieke midden kunnen worden gerekend. Oud-premiers Tony Blair (Labour) en Theresa May (Conservative) zijn centristen.

### Ierland
In Ierland maken zowel Fianna Fáil als Fine Gael er aanspraak op partijen van het centrum te zijn. De partijen hellen echter over naar centrumrechts. Fine Gael wordt beschouwd als behoudender dan Fianna Fáil, hoewel de eerste partij aan de wieg staat van het openstellen van het huwelijk voor mensen van hetzelfde geslacht. De voormalige partij Progressieve Democraten (PDs) nam op economisch vlak klassiek liberale standpunten en op ethisch/sociaal vlak sociaalliberale standpunten in.

### Polen
In Polen geldt de partij Burgerplatform van de voormalige voorzitter van de Europese Raad (en oud-premier) Donald Tusk als een centrumpartij. De partij is aangesloten bij de Europese Volkspartij en neemt zowel christendemocratische als liberaal-conservatieve standpunten in. De Poolse Volkspartij (PSL) die teruggaat op een gematigd nationalistische partij die al bestond vóór de Eerste Wereldoorlog, is een christendemocratische middenpartij. Op economisch vlak is de partij tegen het versneld privatiseren van de staatsbedrijven en het behoud van het progressieve belastingstelsel, op ethisch vlak neemt de partij behoudende standpunten in. Op dit moment (2016) nemen de centrumpartijen nauwelijks een rol van betekenis in: de macht licht bij rechts-populistische partijen die op economisch vlak linkse standpunten innemen.

### Europa
De Europese Democratische Partij, opgericht door MoDem-oprichter François Bayrou is een verzameling van centristische partijen in Europa en maakt deel uit van de Renew Europe-fractie.

## Het politieke midden in de Verenigde Staten
De Amerikaanse politiek wordt gedomineerd door twee grote politieke partijen, de Democratische Partij en de Republikeinse Partij. Beide partijen werden in de negentiende eeuw opgericht als gematigde partijen. Oorspronkelijk waren de Democraten voorstander van vrije handel en de Republikeinen van protectionisme. De Democraten waren vooral in de zuidelijke staten bijzonder conservatief, terwijl ze in het noordoosten progressief waren. De Republikeinen gingen tot het eerste kwart van de twintigste eeuw juist door voor een gematigd progressieve partij (hoewel een deel van de partij-elite en de achterban conservatief was). Nadien zijn de Republikeinen naar rechts opgeschoven (soms zover naar rechts dat ze het politieke midden hebben verlaten), terwijl de Democraten langzaam maar zeker opschoven naar centrumlinks. Binnen de Democratische Partij, die tegenwoordig doorgaat voor progressief-liberaal, kent ook een centrum(-rechtse) vleugel, de Blue Dog Coalition (Conservative Democrats) en de Republikeinen kennen de gematigde Main Street Partnership.
De politieke organisatie Americans Elect (Amerikanen Kiezen) ondersteunt gematigde kandidaten van de Republikeinse en Democratische Partij, alsook onafhankelijke kandidaten.